# Centrodora tibialis
Centrodora tibialis är en stekelart som först beskrevs av Christian Gottfried Daniel Nees von Esenbeck 1834.  Centrodora tibialis ingår i släktet Centrodora och familjen växtlussteklar. Inga underarter finns listade.